# Kecamatan Sindangbarang
Kecamatan Sindangbarang är ett distrikt i Indonesien.   Det ligger i provinsen Jawa Barat, i den västra delen av landet, 140 km söder om huvudstaden Jakarta.